# Municipio de Friendship (Carolina del Norte)
El municipio de Friendship (en inglés: Friendship Township) es un municipio ubicado en el  condado de Guilford en el estado estadounidense de Carolina del Norte. En el año 2010 tenía una población de 8.648 habitantes.

## Geografía
El municipio de Friendship se encuentra ubicado en las coordenadas 36°4′57.49″N 79°54′22.13″O / 36.0826361, -79.9061472.